# Fievel - Il tesoro dell'isola di Manhattan
Fievel - Il tesoro dell'isola di Manhattan (An American Tail: The Treasure of Manhattan Island) è un film d'animazione statunitense del 1998 diretto da Larry Latham. Uscito direttamente nei mercati dell'home video, è il terzo film della serie sul topolino immaginario creato da Don Bluth Fievel dopo Fievel sbarca in America e Fievel conquista il West.

## Trama
Il film si ambienta prima degli eventi di Fievel conquista il West. 
Fievel e il suo amico Tony trovano una mappa che rivela la presenza di un tesoro nascosto a Manhattan. Subito si mettono a cercarlo e durante il percorso troveranno dei topolini nativi d'America che sono stati costretti a rintanarsi nel sottosuolo da quando la presenza europea è cominciata ed essere pesante nel continente.

## Distribuzione
In Italia, il film viene pubblicato in VHS dalla CIC Video in febbraio 1999.

## Sequel
- Fievel - Il mistero del mostro della notte (1999)